# Bojni razpored rimske vojske
Bojni razpored rimske vojske opisuje klasičen pristop rimskih vojskovodij k bitki. Veliki vojskovodje (Julij Cezar, Scipio, Mark Antonij,...) so klasične bojne razporede stalno prilagajali svoji in sovražnikovi moči, obliki terena, stanju na bojišču,...

## Osnovna razporeditev
Osnovna razporeditev legije je bila tako, da so bile osnovne taktične enote (manipli) razporejeni v sredini. Na vsakem boku so bili nato razporejene zavezniške enote, na skrajnem boku pa še rimska konjenica oz. zavezniška konjenica.
Manipli so predstavljali osnovno taktično enoto in njihov razpored je bil deljen na dve osnovni obliki: odprte in zaprte vrste. Manipli so bili razporejeni v tri bojne črte; prvo so sestavljali hastati, drugo principesi in tretjo triari. Vse tri bojne vrste so bile razporejene tako, da je bilo med manipli prostora še za en manipel. Tako so principesi pokrivali presledke med hastati in triari tiste med principesi.
V primeru odprtih vrst so bili manipli razporejeni v deset vrst, ki so jih sestavljali hastati in pricipesi. Med posameznimi možmi je bilo v odprtih vrstah okoli 90 cm prostora. Za njimi so bili postavljeni triari. V primeru spopada so se vrste hastatov in principesov zaprle. Takrat so principesi stopili naprej na prazno mesto med hastiti in tako so tvorili le pet gostih vrst; tako je bila razporeditev: hastit, principes, hastit, principes,... S tem so ustvarili obrambno črto, sestavljeno iz med seboj prekrivajočih se ščitov. 

## Bitka
Ob pričetku bitke so najprej prišli v spopad veliti in konjenica. Ti so napadli sovražnika in ga hoteli prisiliti, da zapusti urejeno bojno črto in napade spontano.
V primeru, če sovražnik ni popustil, so se naprej pomaknile osnovne tri bojne rimske črte. Sprva so v lahkem teku v odprtih vrstah čim bolj urejeno prekoračili nikogaršnjo ozemlje, dokler niso prišlo do metalne razdalje. Takrat so v dveh valovih odvrli svoja piluma in pričeli ponovno napredovati. Ko so se znebili svojih kopij, so zaprli svoje vrste in se tako približali sovražniku. 
Ko sta se rimska in sovražnikova bojna razporeda dotaknila, je prišla do izraza kohezija in organiziranost rimske vojske. Prva črta, najbližja sovražniku, je s pomočjo gladijem napadla sovražnikov. Da v metežu ne bi izgubili ravnotežja, je druga črta bila neposredno za prvo tako, da so s ščiti pritiskali na hrbte tovarišev in jih hkratu tudi potiskali naprej. V primeru, če je sovražnik obstreljeval celotno formacijo, so tretja in nadaljnje vrste dvignile svoje ščite, tako da je vsaka vrsta pokrivala predhodno vrsto. Celotna formacija je tako poslušala ukaz centurionov, ki so narekovali tempo premikanja naprej. Da se prva vrsta ne bi utrudila in s tem zmanjšala učinkovitost, so centurioni na vsakih 30 do 45 s ukazali zamenjavo črt. Takrat je druga črta razmaknila svoje ščite in skozi te presledke so se umaknili legionarji prve vrste. Druga vrsta je ponovno takrat zaprla ščite in tako postala prva vrsta. Bivša tretja vrsta je prevzela dolžnosti druge in ta postopek se je nato periodično ponavljal. Umaknjeni legionarji prve vrste so se umaknili čisto nazaj, kjer so se ponovno organizirali v novo bojno črto, medtem ko so bili huje ranjeni poslani v zaledje.
V primeru, če to ni uničilo sovražnika, je takrat tribun poslal konjenico in velite, da so napadli sovražnikove boke. To je po navadi zmedlo sovražnika in uničilo njihov bojni razpored.